# Călătorie spre centrul Pământului cu Willy Fog
Călătorie spre centrul Pământului cu Willy Fog (sau Willy Fog 2) este un desen animat produs în 1994, fiind în continuarea serialului Înconjurul lumii în 80 de zile cu Willy Fog (1983). Acest serial îmbină O călătorie spre centrul Pământului și Douăzeci de mii de leghe sub mări de Jules Verne.
Având în vedere succesul primei serii, BRB a colaborat zece ani mai târziu cu Wang Film Productions, din Taiwan și a lansat continuarea intitulată simplu "Willy Fog 2". Seria a fost la fel ca prima, 26 de episoade, și a constat din două povești distincte care s-au bazat pe romanele originale ale lui Jules Verne.
Producția a avut loc în Taiwan, iar studioul japonez cu care BRB a colaborat la prima serie, Nippon Animation, nu a fost implicată în Willy Fog 2, și acest lucru este în mod clar evidențiat de lucrurile și personajele care sunt mai luminoase, mai puțin nuanțate de animație. Seria a utilizat tema de deschidere ,,De Angelis’’, cu versuri noi pentru a reflecta schimbarea și a utilizat versiunea lirică "Romy", ca o temă de închidere. Seria a fost tradusă în limba engleză de către Village Productions cu sediul la Londra, Ltd, care au lucrat cu mai multe alte seriale BRB, cum ar fi Sandokan.

## Poveste
Prima poveste a fost Călătorie spre Centrul Pământului, care a arătat foarte similar cu prima serie. Pentru ca Willy Fog să îi demonstreze lui Sullivan faptul că Arne Saknussemm chiar a reușit să ajungă în centrul pământului el a pariat 20.000 de lire că va aduce o dovadă din timpul călătoriei lui Saknussemm în 70 de zile. Sullivan îl trimite la fel ca în prima serie pe Transfer pentru a-l împiedica pe Fog. De data aceasta, însă, mai mulți oameni au crezut în Willy Fog, deși toți aceștia (în afară de Domnul Guinness) s-au întors împotriva lui atunci când niște rapoarte spuneau că vulcanul prin care au intrat Fog și ceilalți , Snefells, era pe cale să erupă. Romy, Tico și Rigodon au plecat cu Willy în călătorie. Lor li s-au alăturat profesorul Lidenbrock - un expert în arheologie și Hans - un islandez experimentat în călătorii, care are rolul de a-i ajuta în călătorie. Echipa a reușit să își îndeplinească obiectivul tocmai la timp pentru a câștiga pariul.
A doua poveste a fost adaptată de la 20.000 de leghe sub mări, și a fost complet diferit de celelalte două. Willy a fost invitat pentru a ajuta la investigarea evenimentelor ciudate în care mai multe nave au fost atacate de ceea ce părea a fi un monstru marin. Willy, Romy, Rigodon și Tico au mers în călătorie la bordul fregatei Abraham Lincoln în căutarea acelui monstru. La bord se mai aflau și profesorul Aronnax, cercetător marin și Ned Land, harponist. După multe zile de căutare eșuate nava Abraham Lincoln a fost atacată de acel monstru, iar Fog, Romy, Rigodon, Tico, profesorul Aronnax și Ned Land sunt aruncați peste bord. În cele din urmă găsesc o suprafață de sprijin, care se dovedește a fi presupusul „monstru” căutat.După un timp se deschide o trapă și sunt duși de membrii echipajului într-o celulă a submarinului. Mai târziu sunt prezentați căpitanului care se numește Nemo. După multe aventuri în mare timp de câteva luni reușesc să scape de pe submarin.

## Personaje
Pe lângă personajele din Înconjurul lumii în 80 de zile cu Willy Fog au mai apărut și altele noi. 
Principalele personaje apărute sunt:
| Profesorul Lidenbrock |
| Locuitor în Hamburg, împreună cu nepotul său Axel. Într-o zi profesorul merge la Londra, acasă la Willy Fog cu o carte veche conținând o foaie cu un limbaj codat, semnată „Arne Saknussemm”. În ciuda celor mai laborioase eforturi, profesorul Lidenbrock eșuează în încercarea sa de a descifra codul, dar Willy Fog descoperă din întâmplare cum se citește mesajul și îi povestește profesorului."Coboară în craterul lui Yocull din Snefells, pe care umbra lui Scartaris vine să o mângâie înaintea calendelor lui Iulie, călător îndrăzneț, și vei ajunge în centrul Pământului. Ceea ce eu însumi am făcut. Arne Saknussemm.". Profesorul, Fog, Romy, Rigodon, Tico și Axel pleacă spre Hamburg pentru a se pregăti de expediție, iar de acolo spre vulcanul stins Sneffels, din Islanda. |
| Hans |
| Un localnic din Islanda care se bucură de renumele de a fi o călăuză în expediția lor.De asemenea bun prieten cu Profesorul Fridriksson. Când călătorii descoperă că toata apa lor este umplută cu sare, Hans îi ajută făcând o gaură în perete, de unde țâșnește apă fierbinte, dar potabilă. De asemenea, aluneca într-o groapă destul de mare in timpul cautarii apei și se lovește destul de tare la brațul stâng. |
| Profesorul Fridriksson |
| Profesor la o școală din Reykjavík este bun prieten cu Hans și Profesorul Lidenbrock.El îi ajută pe călători în Islanda. |
| Nemo |
| În conversațiile cu misteriosul căpitan Nemo, Fogg și prietenii lui află cu timpul detalii legate de capacitățile tehnice ale submarinului Nautilus, dar aproape nimic despre căpitan și echipaj. Nemo nu numai că a rupt legătura cu umanitatea, ci și cu suprafața pământului, aprovizionându-se exclusiv cu plante și fructe de mare. Nu se povestește ce lucru l-a determinat să lupte pentru răzbunarea celor asupriți, cutreierând mările. Deoarece nimeni nu are voie să afle secretul căpitanului Nemo, eliberarea celor 6 naufragiați este imposibilă, aceștia fiind forțați să participe la o călătorie în jurul lumii în submarin. |
| Ned Land |
| Canadian, harponier la bordul lui Abraham Lincoln. |
| Profesorul Aronnax |
| În calitatea sa de cercetător marin, Aronnax este invitat de guvernul american să clarifice fenomenele ciudate din mări. El urcă la bordul fregatei Abraham Lincoln unde îi întâlnește pe Fogg și prietenii lui. |